# Hiéroglyphe égyptien H2
Le hiéroglyphe égyptien H2 (tête de héron) est classifiée dans la section H « Parties d'oiseaux » de la liste de Gardiner ; cet hiéroglyphe y est noté H2. 

## Représentation
Il représente la tête d'un oiseau à aigrette (héron cendré (Ardea cinerea) ou héron pourpré (Ardea purpurea) ?).
Il est translittéré mȝˁ, wšm ou pḳ.

## Utilisation
C'est un complément phonétique de valeur mȝˁ.
C'est un phonogramme trilitère ou complément phonétique de valeur wšm.
| H3 |

| H3 |

| H2 | q · t | S28 | Z3 |

| H2 | q · t | S28 | Z3 |

## Exemples de mots
| H2 | M2 |

| H2 | M2 |

| H2 | m | w | W22 |

| H2 | m | w | W22 |

| U2 · Aa11 | a · H2 |

| U2 · Aa11 | a · H2 |